# 清溪塔
清溪塔，又名妙因塔，位于池州城区东北下清溪，始建于明朝万历三十七年（1609年），7层8角，塔内各层有佛龛，高56米。崇祯十五年（1642年）夏，塔被雷电击毁，不久重建。1938年，日军军舰曾炮击该塔。1982年9月，原安庆地区贵池县人民政府拨款，对塔体进行了维修。同年11月，列为县文物保护单位。 2002年5月被池州市公布为市级文物保护单位。2019年10月7日公布为第八批全国重点文物保护单位。